# Lijst van topleveldomeinen op het internet
Dit is een lijst van de huidige topleveldomeinen op het internet (TLD's).

## Algemeen
In de onderstaande lijst staan enkele generieke topleveldomeinen (gTLD's).
| TLD         | Betekenis                                                     | Opmerkingen                                                                                |
| ----------- | ------------------------------------------------------------- | ------------------------------------------------------------------------------------------ |
| .aero       | Luchtvaartindustrie                                           |                                                                                            |
| .amsterdam  | Plaatsnaam in Nederland                                       | Voor gebruik door entiteiten met een binding met Amsterdam.                                |
| .app        | Domein voor websites met een app                              | Beschikbaar sinds mei 2018.                                                                |
| .arpa       | Address and Routing Parameter Area                            |                                                                                            |
| .asia       | Aziatisch                                                     | Domein voor bedrijven, organisaties en individuen in Azië, Australië en de Stille Zuidzee. |
| .bank       | gereserveerd voor banken, delegated to fTLD Registry Services |                                                                                            |
| .biz        | Zaken (business)                                              |                                                                                            |
| .brussels   | België                                                        | Generiek topleveldomein voor websites in Brussel, beheerd door DNS Belgium.                |
| .club       | Clubs en verenigingen                                         |                                                                                            |
| .com        | Commercieel                                                   |                                                                                            |
| .coop       | Coöperatieven                                                 |                                                                                            |
| .design     | Design                                                        |                                                                                            |
| .edu        | Educatie                                                      |                                                                                            |
| .frl        | De Nederlandse provincie Friesland                            | Voor gebruik door entiteiten met een binding met Friesland.                                |
| .gent       | Plaatsnaam in België                                          |                                                                                            |
| .gov        | Overheid van de Verenigde Staten                              | Alleen te registreren door Amerikaanse overheidsinstanties.                                |
| .health     |                                                               | Zorginstellingen                                                                           |
| .info       | Informatie                                                    |                                                                                            |
| .int        | Internationale organisaties                                   |                                                                                            |
| .jaguar     | Domein van Jaguar Land Rover Ltd                              |                                                                                            |
| .java       | Domein van Oracle Corporation                                 |                                                                                            |
| .jobs       | Banen-/vacaturewebsites                                       |                                                                                            |
| .lol        | Domein van ICANN                                              |                                                                                            |
| .mil        | Strijdkrachten van de Verenigde Staten                        | Alleen te registreren door Amerikaanse militaire organisaties en eenheden.                 |
| .mobi       | Geoptimaliseerd voor mobiel internet                          |                                                                                            |
| .museum     | Musea                                                         |                                                                                            |
| .name       | Individuele personen, volgens naam                            |                                                                                            |
| .net        | Netwerk, aanbieders (providers)                               |                                                                                            |
| .new        |                                                               |                                                                                            |
| .online     | Online diensten en producten, winkels, algemeen               | Beschikbaar sinds 26 augustus 2015.                                                        |
| .org        | Organisaties                                                  |                                                                                            |
| .post       | Posterijen                                                    | Goedgekeurd door ICANN op 11 december 2009.                                                |
| .politie    | Organisaties                                                  | Domein voor de Nederlandse Nationale Politie                                               |
| .pro        | Beroepen                                                      |                                                                                            |
| .restaurant | Restaurants                                                   |                                                                                            |
| .root       | Onbekend                                                      | Doel onbekend, er is maar één ingang.                                                      |
| .shop       | Webshops                                                      |                                                                                            |
| .site       | Algemeen                                                      |                                                                                            |
| .tel        | Contactgegevens                                               | Voor particulieren en zakelijk gebruik, vanaf 2009.                                        |
| .travel     | Reizen en reisbureaus                                         |                                                                                            |
| .vlaanderen | Gewest in België                                              | Generiek topleveldomein voor websites in Vlaanderen, beheerd door DNS Belgium.             |
| .wiki       | wiki's                                                        |                                                                                            |
| .xxx        | Seksueel getinte inhoud                                       |                                                                                            |
| .xyz        | Algemeen                                                      |                                                                                            |

## Landen en streken
Deze topdomeinen zijn bedoeld voor gebruikers in een bepaald land, maar er is geen technische reden om daarvan niet af te kunnen wijken. Zo wordt het domein .tv van Tuvalu veel gebruikt voor websites die met televisie te maken hebben, over de hele wereld.
| TLD  | Land                                              | Opmerkingen |
| ---- | ------------------------------------------------- | --- |
| .ac  | Ascension                                         | |
| .ad  | Andorra                                           | |
| .ae  | Verenigde Arabische Emiraten                      | |
| .af  | Afghanistan                                       | |
| .ag  | Antigua en Barbuda                                | Ook gebruikt door Duitse naamloze vennootschappen; "AG" (Aktiengesellschaft).                                                        |
| .ai  | Anguilla                                          | |
| .al  | Albanië                                           | |
| .am  | Armenië                                           | |
| .an  | Nederlandse Antillen                              | Verwijderd sinds 3 augustus 2015 |
| .ao  | Angola                                            | |
| .aq  | Antarctica                                        | Alles ten zuiden van 60° Z.B. |
| .ar  | Argentinië                                        | |
| .as  | Amerikaans-Samoa                                  | |
| .at  | Oostenrijk                                        | |
| .au  | Australië                                         | |
| .aw  | Aruba                                             | |
| .ax  | Åland                                             | |
| .az  | Azerbeidzjan                                      | |
| .ba  | Bosnië en Herzegovina                             | |
| .bb  | Barbados                                          | |
| .bd  | Bangladesh                                        | |
| .be  | België                                            | Wordt ook gebruikt voor verkorte YouTube-links.                                                                                      |
| .bf  | Burkina Faso                                      | |
| .bg  | Bulgarije                                         | |
| .bh  | Bahrein                                           | |
| .bi  | Burundi                                           | |
| .bj  | Benin                                             | |
| .bl  | Saint-Barthélemy                                  | |
| .bm  | Bermuda                                           | |
| .bn  | Brunei                                            | |
| .bo  | Bolivia                                           | |
| .bq  | Caribisch Nederland                               | |
| .br  | Brazilië                                          | |
| .bs  | Bahama's                                          | |
| .bt  | Bhutan                                            | |
| .bv  | Bouvet                                            | |
| .bw  | Botswana                                          | |
| .by  | Wit-Rusland                                       | |
| .bz  | Belize                                            | |
| .ca  | Canada                                            | |
| .cat | Catalaans                                         | Domein voor websites in het Catalaans of over Catalaanse cultuur.                                                                    |
| .cc  | Cocoseilanden                                     | |
| .cd  | Congo-Kinshasa                                    | |
| .cf  | Centraal-Afrikaanse Republiek                     | Kan gratis geregistreerd worden. |
| .cg  | Congo-Brazzaville                                 | |
| .ch  | Zwitserland                                       | |
| .ci  | Ivoorkust                                         | |
| .ck  | Cookeilanden                                      | |
| .cl  | Chili                                             | |
| .cm  | Kameroen                                          | |
| .cn  | China                                             | |
| .co  | Colombia                                          | |
| .cr  | Costa Rica                                        | |
| .cu  | Cuba                                              | |
| .cv  | Kaapverdië                                        | |
| .cw  | Curaçao                                           | Sinds 1 februari 2012 kunnen .cw-domeinnamen worden geregistreerd.                                                                   |
| .cx  | Christmaseiland                                   | |
| .cy  | Cyprus                                            | |
| .cz  | Tsjechië                                          | |
| .dd  | voormalige DDR                                    | |
| .de  | Duitsland                                         | |
| .dj  | Djibouti                                          | |
| .dk  | Denemarken                                        | |
| .dm  | Dominica                                          | |
| .do  | Dominicaanse Republiek                            | |
| .dz  | Algerije                                          | |
| .ec  | Ecuador                                           | |
| .ee  | Estland                                           | |
| .eg  | Egypte                                            | Egypte heeft op 16 november 2009 de eerste Arabische ccTLD toegewezen gekregen: مصر.                                                 |
| .eh  | Westelijke Sahara/SADR                            | |
| .er  | Eritrea                                           | |
| .es  | Spanje                                            | |
| .et  | Ethiopië                                          | |
| .eu  | Europese Unie                                     | |
| .fi  | Finland                                           | |
| .fj  | Fiji                                              | |
| .fk  | Falklandeilanden                                  | |
| .fm  | Micronesië                                        | Wordt ook veel gebruikt voor radiozenders en websites over radio.                                                                    |
| .fo  | Faeröer                                           | |
| .fr  | Frankrijk                                         | |
| .ga  | Gabon                                             | Kan gratis geregistreerd worden. |
| .gb  | Verenigd Koninkrijk                               | Zelden gebruikt; zie .uk. |
| .gd  | Grenada                                           | |
| .ge  | Georgië                                           | |
| .gf  | Frans-Guyana                                      | |
| .gg  | Guernsey                                          | |
| .gh  | Ghana                                             | |
| .gi  | Gibraltar                                         | |
| .gl  | Groenland                                         | |
| .gm  | Gambia                                            | |
| .gn  | Guinee                                            | |
| .gp  | Guadeloupe                                        | |
| .gq  | Equatoriaal-Guinea                                | Kan gratis geregistreerd worden. |
| .gr  | Griekenland                                       | |
| .gs  | Zuid-Georgië en de Zuidelijke Sandwicheilanden    | |
| .gt  | Guatemala                                         | |
| .gu  | Guam                                              | |
| .gw  | Guinee-Bissau                                     | |
| .gy  | Guyana                                            | |
| .hk  | Hongkong                                          | |
| .hm  | Heard en MacDonaldeilanden                        | |
| .hn  | Honduras                                          | |
| .hr  | Kroatië                                           | |
| .ht  | Haïti                                             | |
| .hu  | Hongarije                                         | |
| .id  | Indonesië                                         | |
| .ie  | Ierland                                           | |
| .il  | Israël                                            | |
| .im  | Man                                               | |
| .in  | India                                             | |
| .io  | Brits Indische Oceaanterritorium                  | |
| .iq  | Irak                                              | |
| .ir  | Iran                                              | |
| .is  | IJsland                                           | |
| .it  | Italië                                            | |
| .je  | Jersey                                            | |
| .jm  | Jamaica                                           | |
| .jo  | Jordanië                                          | |
| .jp  | Japan                                             | |
| .ke  | Kenia                                             | |
| .kg  | Kirgizië                                          | |
| .kh  | Cambodja                                          | |
| .ki  | Kiribati                                          | |
| .km  | Comoren                                           | |
| .kn  | Saint Kitts en Nevis                              | |
| .kp  | Noord-Korea                                       | |
| .kr  | Zuid-Korea                                        | |
| .kw  | Koeweit                                           | |
| .ky  | Kaaimaneilanden                                   | |
| .kz  | Kazachstan                                        | |
| .la  | Laos                                              | Toegewezen aan het Aziatische land Laos, maar geclaimd als domein voor de stad Los Angeles.                                          |
| .lb  | Libanon                                           | |
| .lc  | Saint Lucia                                       | |
| .li  | Liechtenstein                                     | |
| .lk  | Sri Lanka                                         | |
| .lr  | Liberia                                           | |
| .ls  | Lesotho                                           | |
| .lt  | Litouwen                                          | |
| .lu  | Luxemburg                                         | |
| .lv  | Letland                                           | |
| .ly  | Libië                                             | |
| .ma  | Marokko                                           | |
| .mc  | Monaco                                            | |
| .md  | Moldavië                                          | |
| .me  | Montenegro                                        | |
| .mf  | Sint-Maarten (Franse Antillen)                    | |
| .mg  | Madagaskar                                        | |
| .mh  | Marshalleilanden                                  | |
| .mk  | Noord-Macedonië                                   | |
| .ml  | Mali                                              | Kan gratis geregistreerd worden. |
| .mm  | Myanmar                                           | |
| .mn  | Mongolië                                          | |
| .mo  | Macau                                             | |
| .mp  | Noordelijke Marianen                              | |
| .mq  | Martinique                                        | |
| .mr  | Mauritanië                                        | |
| .ms  | Montserrat                                        | |
| .mt  | Malta                                             | |
| .mu  | Mauritius                                         | |
| .mv  | Malediven                                         | |
| .mw  | Malawi                                            | |
| .mx  | Mexico                                            | |
| .my  | Maleisië                                          | |
| .mz  | Mozambique                                        | |
| .na  | Namibië                                           | |
| .nc  | Nieuw-Caledonië                                   | |
| .ne  | Niger                                             | |
| .nf  | Norfolk                                           | |
| .ng  | Nigeria                                           | |
| .ni  | Nicaragua                                         | |
| .nl  | Nederland                                         | |
| .no  | Noorwegen                                         | |
| .np  | Nepal                                             | |
| .nr  | Nauru                                             | |
| .nu  | Niue                                              | |
| .nz  | Nieuw-Zeeland                                     | |
| .om  | Oman                                              | |
| .pa  | Panama                                            | |
| .pe  | Peru                                              | |
| .pf  | Frans-Polynesië                                   | |
| .pg  | Papoea-Nieuw-Guinea                               | |
| .ph  | Filipijnen                                        | |
| .pk  | Pakistan                                          | |
| .pl  | Polen                                             | |
| .pm  | Saint-Pierre en Miquelon                          | |
| .pn  | Pitcairneilanden                                  | |
| .pr  | Puerto Rico                                       | |
| .ps  | Palestijnse Gebieden                              | Dit zijn de Westelijke Jordaanoever en de Gazastrook.                                                                                |
| .pt  | Portugal                                          | |
| .pw  | Palau                                             | |
| .py  | Paraguay                                          | |
| .qa  | Qatar                                             | |
| .re  | Réunion                                           | |
| .ro  | Roemenië                                          | |
| .rs  | Servië                                            | |
| .ru  | Rusland                                           | |
| .rw  | Rwanda                                            | |
| .sa  | Saoedi-Arabië                                     | |
| .sb  | Salomonseilanden                                  | |
| .sc  | Seychellen                                        | Ook gebruikt voor verschillende afkortingen.                                                                                         |
| .sd  | Soedan                                            | |
| .se  | Zweden                                            | |
| .sg  | Singapore                                         | |
| .sh  | Sint-Helena, Ascension en Tristan da Cunha        | |
| .si  | Slovenië                                          | |
| .sj  | Spitsbergen en Jan Mayen-eilanden                 | Niet gebruikt. |
| .sk  | Slowakije                                         | |
| .sl  | Sierra Leone                                      | |
| .sm  | San Marino                                        | |
| .sn  | Senegal                                           | |
| .so  | Somalië                                           | |
| .sr  | Suriname                                          | |
| .ss  | Zuid-Soedan                                       | |
| .st  | Sao Tomé en Principe                              | |
| .su  | voormalige Sovjet-Unie                            | Nog steeds gebruikt. |
| .sv  | El Salvador                                       | |
| .sx  | Sint Maarten                                      | |
| .sy  | Syrië                                             | |
| .sz  | Swaziland                                         | |
| .tc  | Turks- en Caicoseilanden                          | |
| .td  | Tsjaad                                            | |
| .tf  | Franse Zuidelijke en Antarctische Gebieden        | |
| .tg  | Togo                                              | |
| .th  | Thailand                                          | |
| .tj  | Tadzjikistan                                      | |
| .tk  | Tokelau                                           | Ook gebruikt door de Duitse telecomsector. Populair omdat het gratis wordt uitgegeven.                                               |
| .tl  | Oost-Timor                                        | Oude code .tp wordt ook nog gebruikt.                                                                                                |
| .tm  | Turkmenistan                                      | |
| .tn  | Tunesië                                           | |
| .to  | Tonga                                             | |
| .tp  | Oost-Timor                                        | ISO-code werd veranderd naar .tl, maar .tp is nog in gebruik.                                                                        |
| .tr  | Turkije                                           | |
| .tt  | Trinidad en Tobago                                | |
| .tv  | Tuvalu                                            | Wordt ook veel gebruikt voor tv-zenders en websites over televisie.                                                                  |
| .tw  | Taiwan                                            | |
| .tz  | Tanzania                                          | |
| .ua  | Oekraïne                                          | |
| .ug  | Oeganda                                           | |
| .uk  | Verenigd Koninkrijk                               | |
| .um  | Kleine afgelegen eilanden van de Verenigde Staten | |
| .us  | Verenigde Staten                                  | |
| .uy  | Uruguay                                           | |
| .uz  | Oezbekistan                                       | |
| .va  | Vaticaanstad                                      | |
| .vc  | Saint Vincent en de Grenadines                    | |
| .ve  | Venezuela                                         | |
| .vg  | Britse Maagdeneilanden                            | |
| .vi  | Amerikaanse Maagdeneilanden                       | |
| .vn  | Vietnam                                           | |
| .vu  | Vanuatu                                           | |
| .wf  | Wallis en Futuna                                  | |
| .ws  | Samoa                                             | |
| .xk  | Kosovo                                            | |
| .ye  | Jemen                                             | |
| .yt  | Mayotte                                           | |
| .yu  | Joegoslavië                                       | Na 2003 gebruikt door Servië en Montenegro, hoewel daarvoor .cs was gereserveerd. Sinds de breuk in 2006 worden .rs en .me gebruikt. |
| .za  | Zuid-Afrika                                       | |
| .zm  | Zambia                                            | |
| .zw  | Zimbabwe                                          | |

## Landen (IDNccTLD's)
| IDN ccTLD | Land                         | Punycode           | Transliteratie               | Latijnse ccTLD |
| --------- | ---------------------------- | ------------------ | ---------------------------- | -------------- |
| مصر.      | Egypte                       | .xn--wgbh1c        | masr                         | .eg            |
| .қаз      | Kazachstan                   | .xn--80ao21a       | kaz                          | .kz            |
| .рф       | Rusland                      | .xn--p1ai          | RF (Rossijskaja Federatsija) | .ru            |
| السعودية. | Saoedi-Arabië                | .xn--mgberp4a5d4ar | as-sa'ūdiyyah                | .sa            |
| امارات.   | Verenigde Arabische Emiraten | .xn--mgbaam7a8h    | emarat                       | .ae            |